# Buchtičky s krémem
Buchtičky s krémem, nebo také dukátové buchtičky nesprávně buchtičky se šodó (šodó je horká pěna ze žloutků a šampaňského), jsou český a slovenský sladký pokrm tvořený kynutými buchtičkami, které jsou polité teplým vanilkovým krémem. Buchtičky je možné podávat také podle staršího francouzského receptu se šodó, vinnou pěnou tvořenou především vínem a vejci, a mohou se servírovat s čerstvým ovocem. Buchtičky se šodó jsou tradiční středoevropský pokrm, jeho varianta se vaří také v Bavorsku. Podobná jídla se však připravují také v Anglii, Francii a Itálii, kde se obdobnému krému z vaječných žloutků, cukru a sladkého vína říká zabaglione nebo sabayon. K nahrazení šodó vanilkovým krémem došlo v minulosti vlivem vaření ve školních a závodních jídelnách, kdy šodó neodpovídalo platným normativům a bylo nahrazováno mléčným pudinkovým krémem.